# Николайчук Михайло Степанович
Миха́йло Степа́нович Николайчу́к (нар. 14 листопада 1946, с. Лисівці, Тернопільська область) — український живописець, графік. Член Національної спілки художників України (1988). Батько футболіста Матвія Николайчука.

## Життєпис
Михайло Николайчук народився 14 листопада 1946 року в селі Лисівцях (нині Товстенська громада, Чортківський район, Тернопільська область, Україна).
Закінчив Косівське училище прикладного мистецтва, 1975-го — Львівський інститут прикладного та декоративного мистецтва (педагоги з фаху В. Вендзилович та Р. Сельський). Протягом 1977–1990-х років діяльний на Тернопільському художньо-виробничому комбінаті.
1989 року разом з іншими заснував мистецький гурт «Хоругва».

## Творчість
Працював в основних галузях, зокрема в станковому і монументальному живописі, графіці.
Від 1978 року представляє роботи на міських, всеукраїнських та міжнародних виставках. Персональні вернісажі відбулися в містах Чернівцях (1986), Івано-Франківську (1987), Львові (1988), Тернополі (1990, 1996, 2000, 2006, 2018).
Народний характер вирує в темпераментному живописі Миколи Николайчука. Він поєднує естетично підібрані кольори з динамічними лініями та виразними декоративними елементами у своїх площинних композиціях. Був керівником розписів церков у селах Купчинцях, Великих Гаях та Петрикові Тернопільського району. Окремі роботи зберігаються у фондах Національного художнього музею України в Києві; Тернопільського та Хмельницького художніх музеїв; приватних колекціях в Австралії, Канаді, Німеччині, Польщі, США, Франції.
Серед важливих робіт:
- станковий живопис — «Залізні стовпи» (1975), «Марія» (1980), «Новий день» (1986), триптих «Катерина», «Колискова» (усі — 1988), «Радіація», «Тиск», «Всевидяче око», «Марія» (усі — 1992), «Серафими» (1994), «Промениста» (1995), «Селяни» (1996), «Жінки» (1998), «Йдемо», «Ровер “Хоругви”» (обидва — 2000);
- серія «Ор і Лель» (2006);
- монументальні розписи — Тернопільської обласної дитячої клінічної лікарні (1985–1987), Будинку природи в Тернополі, церкви Святого Миколая в с. Денисів Тернопільського району (обидва — 1992);
- акварелі — «Опіка» (1995), «Стихія», «Звістка» (обидва — 1996), «Весна» (1997).

## Нагороди
- Тернопільська обласна премія імені Михайла Бойчука (1990).

### Інші видання
Каталоги:
- Михайло Николайчук [Образотворчий матеріал] = Mykhaylo Nykolaychuk : [каталог] / авт. вступ. ст. П. Сорока ; худож. ред.-упоряд., авт. передм. та післямови Т. Удіна. — Т. : Колір Прінт, 2010. — 56 с. : іл. кольор., фотогр. — Текст парал. укр., англ.
- Михайло Николайчук [Образотворчий матеріал] : [буклет] / передм. Т. Удіної. — Т. : [б. в.], [2006?]. — [6] с. : іл. кольор.
- Живопис. Скульптура : каталог музейної збірки. Ч. 1 / Терноп. обл. худож. музей ; упоряд. О. М. Войтович [та ін.] ; авт. вступ. ст. І. Дуда ; за ред. І. М. Дуди. — Т. : Астон, 2007. — С. 79—80, [64] с. іл. кольор.
- Мистці Тернополя : каталог виставки у Братиславі, 5—19 груд. 1995 р. / Терноп. орг. Спілки художників України ; авт.-упоряд. І. Дуда. — Т. : Лілея, 1995. — С. 16—17. : фотогр., іл.
- Николайчук Михайло Степанович : [біогр. довідка] // Тернопільська обласна організація Національної спілки художників України : [альбом- каталог]. — Т., [2007?]. — С. 36 : фотогр.
- Николайчук Михайло Степанович : [біогр. довідка] // Тернопільській обласній організації Національної спілки художників України 20: [альбом-каталог]. — Т., [2003?]. — С. 60 : фотогр.